# Wildlife Conservation Society
La Wildlife Conservation Society (WCS) (en español: Sociedad para la Conservación de la Vida Silvestre) es una ONG estadounidense cuyo objetivo es la conservación de amplias zonas silvestres a través de ciencia aplicada, acciones concretas de conservación y educación. WCS actúa en más de 60 países del mundo y su programa de conservación marina se extiende a 23 países en los cinco océanos. Trabaja en colaboración con gobiernos nacionales y locales, la sociedad civil y organizaciones intergubernamentales incluyendo la ONU y las organizaciones que de ella dependen.
Fundada en 1895 en Nueva York en el zoológico del Bronx, que gestiona y alberga su sede, está también al cargo de otros cuatro zoológicos de la ciudad: el zoológico de Central Park, el acuario de Nueva York, el zoológico de Prospect Park y el zoológico de Queens. Desde abril de 2023, su presidenta y directora ejecutiva es Monica P. Medina.
WCS tienes más de 500 proyectos activos repartidos por el mundo en 14 regiones prioritarias que representan 50% de la biodiversidad mundial. En el siglo XXI, ha estado presente en países en conflicto como Afganistán, Sudán del Sur y Birmania, procurando cerrar acuerdos sobre recursos naturales que pudieran contribuir a la paz y estabilidad.